# Страхова, Вера Сергеевна
Вера Сергеевна Страхова (18 сентября 1944, Москва — 17 августа 2018, там же) — советский и российский лингвист, историк языкознания.

## Биография
В. С. Страхова родилась в Москве в семье служащих Сергея Ивановича и Клавдии Георгиевны Страховых.
В 1952 году поступила в среднюю школу № 245 Дзержинского района города Москвы, а в 1962 году окончила среднюю школу № 701 и поступила на факультет немецкого языка Московского государственного педагогического института иностранных языков им. Мориса Тореза. В 1967 году с отличием окончила МГПИИЯ им. М. Тореза по специальности «иностранные языки, преподаватель немецкого и испанского языков». В том же году поступила в очную аспирантуру по кафедре общего языкознания МГПИИЯ им. М. Тореза, которую окончила в октябре 1970 года. В 1972 году защитила диссертацию на соискание учёной степени кандидата филологических наук на тему «Валентность в структуре сложноподчиненного предложения (на материале русского, немецкого и испанского языков)».
В 1970—2018 годах В. С. Страхова работала в МГПИИЯ имени Мориса Тореза (Московский государственный лингвистический университет): в 1970—1971 годы — преподавателем кафедры второго иностранного языка, в 1971—1975 годах — преподавателем кафедры общего языкознания, с 1975 года — старшим преподавателем, затем доцентом, профессором этой кафедры.

## Научная деятельность
С начала научной и педагогической деятельности читала курсы «Языкознание», «История языкознания», «Введение в языкознание» и «Основы языкознания».
Вера Сергеевна была одним из создателей научной школы лингвоисториографии на кафедре общего и сравнительного языкознания МГЛУ. Более 30 лет она являлась учёным секретарём диссертационного совета МГПИИЯ-МГЛУ по защите кандидатских и докторских диссертаций по специальностям 10.02.19, 10.02.20 и 10.02.21, руководителем диссертационных исследований, в том числе на материале восточных языков, автором трудов по историографии лингвистики, контрастивной лингвистике, лингвистике текста, коммуникативной лингвистике, теории прецедентности, дискурс-анализу. Вера Сергеевна — автор 46 научных и учебно-методических трудов. Под её руководством защищено 15 кандидатских диссертаций.

### Основные труды
- Слюсарева Н. А., Страхова В. С. История языкознания, вып.8. Советское языкознание (20-е 30-е годы). М., 1976.
- Венцкович Р. М., Страхова В. С. Контрастивная лингвистика. М., МГПИИЯ, 1980.
- Внешние средства организации текста // Сб.н.тр. Вып. 141. .- М., МГПИИЯ им. М. Тореза, 1980.
- Некоторые лингвистические основы преподавания гипотаксиса // Проблемы учебника русского языка как иностранного. Синтаксис. — М.: Изд-во «Русский язык», 1980.
- О лингвистическом аспекте интенсивных методов обучения иностранным языкам // Сб.н.тр. Вып. 185. — М., МГПИИЯ им. М. Тореза, 1982.
- К истории контрастивных исследований в СССР (на нём.языке). — Издание билатеральной комиссии ГДР-СССР. Ежегодник «Das Wort», 1985.
- Проблема изучения языка в эпоху раннего немецкого Просвещения // Сб.н.тр. Вып. 275. — М., МГПИИЯ им. М. Тореза, 1987.
- Грамматическое описание как вид текста // Сб.н.тр. Вып. 284. — М., МГПИИЯ им. М. Тореза, 1987.
- Становление немецкой национальной грамматической традиции. Учебное пособие. — М., МГПИИЯ им. М. Тореза. — М. 1987.
- Контрастивная лингвистика (немецкоязычная школа). Учебное пособие. — М., МГПИИЯ им. М. Тореза, 1988.
- Контрастивная лингвистика: некоторые итоги и перспективы // Сб.н.тр. «Типология языков: теоретические и прикладные аспекты». — МГПИИЯ им. М. Тореза. Вып. 364. — М., 1990.
- Структура знания о языке в немецкой лингвистической традиции XVII в. (грамматическая система Ю. Шоттеля) // Язык и модель мира. Сб.н.тр. МГЛУ. Вып. 416. — М.: МГЛУ, 1993.
- Немецкое языкознание на рубеже XVIII—XIX веков // Философские проблемы языкознания. Сб.н.тр. МГЛУ. Вып. 419. — М. МГЛУ, 1995. — С. 29-33.
- Метафора как культурноспецифическая модель // Социокультурное варьирование в языке. Сб.н.тр. МГЛУ. Вып. 452. — М. МГЛУ, 2001. — С. 14-21.
- Метафора в научном тексте // Реализация междисциплинарной парадигмы в различных типах текста. Сб.н.тр. МГЛУ. Вып. 465. — М. МГЛУ, 2002. — С. 165—173.
- О роли прецедентных текстов в лингвистическом дискурсе // Проблема коммуникативной лингвистики. Вестник МГЛУ. Вып. 468. — М.: МГЛУ, 2002. — С. 100—107.
- Прецедентный текст и прецедентное имя // Дискурсивный потенциал грамматического компонента в различных сферах человеческого общения. (памяти О. И. Москальской). — М.: МГЛУ, 2004. — С. 161—170. (Вестник МГЛУ. Вып. 482. Серия Лингвистика)
- Особенности функционирования прецедентных имен в художественном тексте (на материале романа Т. Толстой «Кысь») // Язык и культура. — М.: МГЛУ, 2006. — С. 110—118. (Вестник МГЛУ. Вып. 510. Серия Лингвистика)
- Прецедентное высказывание как составляющая когнитивной базы (на материале крылатых слов и афоризмов отечественного кино) // Этноспецифический и социокультурный аспекты языка и дискурса. М.: МГЛУ, 2008. (Вестник МГЛУ. Вып. 540. Серия Лингвистика). — С. 62-71.
- Маркеры эвиденциальности в языке СМИ // Язык и коммуникация. Вестник МГЛУ. Серия «Языкознание», № 6 (745), 2016 г., С. 165—174.

## Награды
- ветеран труда
- медаль «В память 850-летия Москвы»
- медаль МГЛУ «За заслуги»
- нагрудный знак «Почётный работник высшего профессионального образования».